# ستيفن ك. لان
ستيفن ك. لان (بالإنجليزية: Stephen K. Lane)‏ هو سياسي أمريكي، ولد في نوفمبر 1833 في نيويورك في الولايات المتحدة، وتوفي في 14 نوفمبر 1896 في الولايات المتحدة. حزبياً، نشط في الحزب الجمهوري. وقد انتخب Mayor of Bayonne, New Jersey ‏.